# Coppa Intercontinentale 1983 (pallacanestro)
La Coppa intercontinentale di pallacanestro del 1983 si è giocata in Argentina, a Buenos Aires, ed è stata vinta dall'Obras Sanitarias.

## Risultati

### Classifica finale
|    | Squadra            | Gioc. | V | P | PF  | PS  | Punti |
| -- | ------------------ | ----- | - | - | --- | --- | ----- |
| 1. | Obras Sanitarias   | 5     | 5 | 0 | 460 | 395 | 10    |
| 2. | Pall. Cantù        | 5     | 3 | 2 | 413 | 402 | 8     |
| 3. | Peñarol            | 5     | 2 | 3 | 448 | 465 | 7     |
| 4. | Monte Líbano       | 5     | 2 | 3 | 415 | 413 | 7     |
| 5. | Olimpia Milano     | 5     | 2 | 3 | 409 | 420 | 7     |
| 6. | Oregon St. Beavers | 5     | 1 | 4 | 366 | 416 | 6     |

| Coppa Intercontinentale 1983 |
| ---------------------------- |
| Obras Sanitarias 1º titolo   |

## Formazione vincitrice
| N° | Naz.                   | Ruolo | Sportivo           |  | Alt. |  |
| -- | ---------------------- | ----- | ------------------ |  | ---- |  |
|    | Argentina (bandiera)   | P     | Eduardo Cadillac   |  |      |  |
|    | Argentina (bandiera)   | G     | Héctor Campana     |  |      |  |
|    | Argentina (bandiera)   | G     | Carlos Romano      |  |      |  |
|    | Stati Uniti (bandiera) | G     | Norton Barnhill    |  |      |  |
|    | Argentina (bandiera)   | G     | Carlos Raffaelli   |  |      |  |
|    | Argentina (bandiera)   | A     | Vicente Pellegrino |  |      |  |
|    | Argentina (bandiera)   | A     | Esteban Camisassa  |  |      |  |
|    | Panama (bandiera)      | AG    | Rolando Frazer     |  |      |  |
|    | Panama (bandiera)      | C     | Mario Butler       |  |      |  |
|    | Argentina (bandiera)   | C     | Gabriel Milovich   |  |      |  |
|    | Argentina (bandiera)   |       | Alejandro Gallardo |  |      |  |
|    | Argentina (bandiera)   |       | Ricardo De Cecco   |  |      |  |
|    | Argentina (bandiera)   |       | Javier Tilatti     |  |      |  |
|    | Porto Rico (bandiera)  | All.  | Flor Meléndez      |  |      |  |